# Koninklijke Waterschei Sport Vereeniging THOR Genk

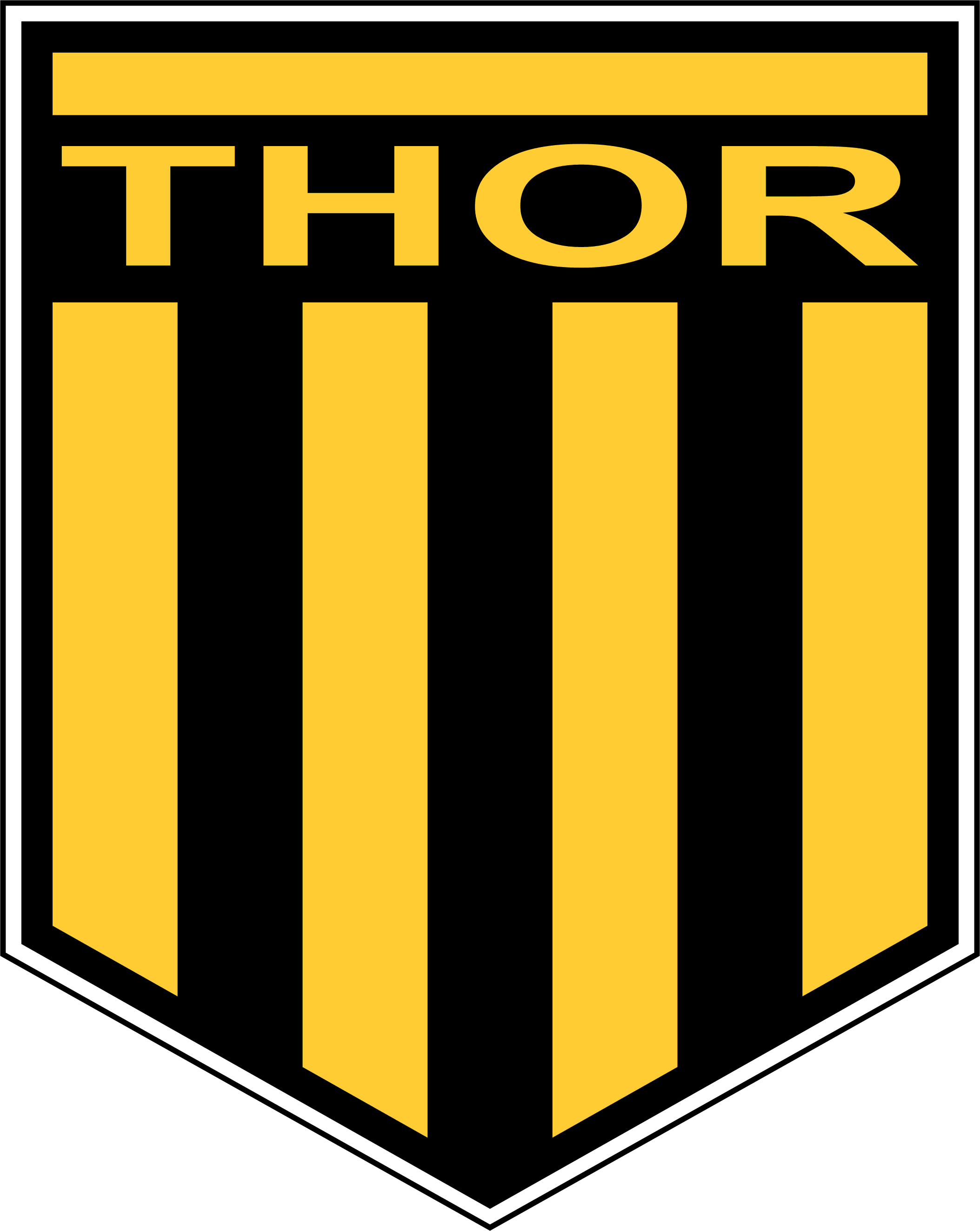
Logo dell'antico club di calcio belga di Waterschei

Il Koninklijke Waterschei Sport Vereeniging THOR Genk è stata una società calcistica belga con sede a Genk, attiva dal 1919 al 1988, anno in cui si è unita al KFC Winterslag per fondare il Genk.
Nella sua storia ha conquistato per due volte la Coppa del Belgio, nel 1980 e nel 1982, mentre a livello internazionale il miglior risultato è stato il raggiungimento delle semifinali nella Coppa delle Coppe 1982-1983.

## Storia
Il club viene fondato come Waterschei's Sport Vereeniging THOR nel 1919, con "THOR" che è l'acronimo di Tot Herstel Onzer Rechten; si affilia alla Federazione belga nel 1925, ottenendo la matricola 553. Ad ogni modo, prima della Seconda guerra mondiale il Waterschei non ottiene risultati significativi, arrivando al massimo a disputare alcune stagioni in seconda divisione nella seconda metà degli anni trenta.
Il Thor Waterschei disputa per la prima volta il campionato di massima divisione nella stagione 1954-1955, che viene conclusa in settima posizione; sempre nello stesso anno la squadra gioca per la prima volta la finale della Coppa del Belgio, partita nella quale viene tuttavia sconfitto 4-0 dall'Anversa.
Il Thor Waterschei retrocede per la prima volta al termine della stagione 1955-1956, tornando però in Division I dopo un solo campionato. Ottiene poi un buon terzo posto nella stagione 1959-1960, ma nel giro di quattro anni si ritrova a giocare in terza divisione. Per lungo tempo, fino alla fine degli anni settanta, il club gioca prevalentemente in seconda divisione, occasionalmente anche in terza.
Il Thor Waterschei torna a giocare in Division I nella stagione 1978-1979, mentre l'anno successivo il club conquista il primo trofeo, la Coppa del Belgio, vinta sconfiggendo 2-1 il Beveren in finale. La squadra partecipa così alla Coppa delle Coppe 1980-1981, dove viene eliminata negli ottavi dal Fortuna Düsseldorf. Una nuova vittoria nella coppa nazionale avviene nel 1982, mentre in campionato la squadra finisce nona; tuttavia qualche anno più tardi si verrà a scoprire uno scandalo riguardo all'ultima partita di campionato con lo Standard Liegi, che sarà poi campione. Ad ogni modo la squadra partecipa alla Coppa delle Coppe 1982-1983, e qui il Thor ottiene il suo miglior risultato in campo internazionale: arrivato facilmente ai quarti, qui incontra il Paris Saint-Germain, sul quale ha la meglio ai tempi supplementari. In semifinale è però fatale l'incontro con l'Aberdeen di Alex Ferguson, che poi vincerà il trofeo: l'andata in Scozia finisce 5-1 per i padroni di casa, mentre nel ritorno in Belgio l'1-0 in favore dei giallo-neri non è sufficiente per accedere alla finale.
Questi sono però gli ultimi anni di vita del club, che disputa la sua ultima stagione in massima divisione nel 1985-1986, prima di unirsi al KFC Winterslag nel 1988 per fondare il Genk.

## Cronologia dei nomi
- 1930 : Waterschei Sport Vereeniging Thor
- 1946 : Waterschei Sportvereniging Thor
- 1951 : K. Waterschei SV Thor
- 1962 : K. Waterschei SV Thor Genk

## Palmarès

### Competizioni nazionali
- Coppa del Belgio: 2

1979-1980, 1981-1982
- Derde klasse: 1

1934-1935 (girone D)

### Altri piazzamenti
- Campionato belga:

Terzo posto: 1959-1960
- Coppa del Belgio:

Semifinalista: 1967-1968, 1968-1969, 1978-1979
- Coppa delle Coppe:

Semifinalista: 1982-1983